# ルスラーンとリュドミーラ
『ルスラーンとリュドミーラ』（原題ロシア語: «Русланъ и Людмила»）は、ロシアの詩人 A・S・プーシキンが書き上げた最初の物語詩である。悪魔にさらわれた大公の娘リュドミラを勇士ルスランが救いにいく冒険物語。
日本語訳は、河出書房新社によって1973年（昭和48年）2月9日初版が出版された『プーシキン全集 1 抒情詩・物語詩 I 』に川端香男里訳の本編が収められている。以下、翻訳・表記は原則としてこれに準ずる。

## 概要

### 制作
プーシキンは貴族学校のリツェイを卒業したのち、1818年から1820年にかけて初めての物語詩を執筆した。プーシキンはリツェイ在学時代から書き始めたという指摘もあるが、恐らくその時期に着手されたのは構想だけで、テキストはまだであった。リツェイ卒業後、サンクトペテルブルクで「最も無為な」生活を送りながら、プーシキンは専ら病気のときに詩作に取り組んだ。
プーシキンは、フランス語訳で読んでいたアリオストのロマン主義詩『狂乱のオルランド』の精神で、「ボガトィーリの」民話を基にした物語詩を制作することにした。また、ヴォルテールの『オルレアンの処女』や『夫人のお気に入り』からも影響を受けていた。そして、エルスラーン・ラーザレヴィチについての民衆向けの物語、ヘラースコフの『バハリアーナ Бахаріана 』、カラムジーンの『イリヤー・ムーロメツ Илья Муромецъ 』、あるいはとりわけ N・A・ラジーシチェフの『アリョーシャ・ポポーヴィチ Альоша Поповичъ 』といった、ルーシの古い民衆文学から材を得ていた。制作に着手する直接の刺激となったのは、1818年2月に発表されたカラムジーンの『ロシア国家の歴史 Исторія государства россійского 』の最初の巻であった。そこから、物語の多くの細部と、ルスラーンの 3 人の競争者たち、ログダーイ、ラトミール、ファルラーフの名が借用された。
物語詩は、弱強四歩格によって書かれていた。『ルスラーンとリュドミーラ』以降、この形式はロマン主義詩における揺るぎない主流となった。
『ルスラーンとリュドミーラ』は、 V・A・ジュコーフスキイの頌詩『十二人の眠れる処女 Двенадцать спящих девъ 』に対するパロディーの要素を含んでいた。プーシキンは首尾一貫して皮肉っぽくジュコーフスキイの高尚な表象・人物を格下げし、滑稽でエロチックな要素とグロテスクな幻想とで満たした（頭のエピソード）。その際、プーシキンは удавлю 、 чихнула といった「庶民の」語彙を用いた。プーシキンによるジュコーフスキイの「もじり」は、はじめから否定的なニュアンスは持っておらず、むしろ友好的な性格を帯びていた。ジュコーフスキイがプーシキンの冗談を「心から喜んだ」のは有名な話であり、その詩の発表後、彼はプーシキンに「打ち負かされた師より勝利を得た弟子に」と記した自分の肖像画を贈ったほどであった。その後、1830年代初頭になると、円熟期を迎えたプーシキンは若かりし頃の自身の試みを批判的に評価し直し、「俗物の気に入るように」『十二人の眠れる処女』をもじったものだと嘆いた。

### 出版
『ルスラーンとリュドミーラ』は最初、1820年春に『祖国の子 Сынъ отечества 』で出版された。同年5月に最初の単独出版が行われたが、その日はちょうどプーシキンの南方追放の日と重なった。そして、作品は「不道徳」とその「下品な」ことを見て取った批評家たちの猛烈な非難の下に晒された。中立で好意的な選択から雑誌出版を始めた A・F・ボエーイコフは、その批評の最後の部分で酷評したが、これは I・I・ドミートリエフからの影響であった。特殊な立場をとったのは P・A・カチェーニンで、彼もプーシキンを非難したのだがその論法は逆で、この詩においては民族性が不十分でありルーシのフォークロアをフランスのサロンの小説によって過度に均されていると批判した。一方、読者の大半はこの詩を大喜びで読み、ここからプーシキンの全ロシアにわたる名声が始まった。
「かくて、この世の冷淡な住人である私は、」で始まるエピローグは、後年、プーシキンがカフカースへ流されたのちに書かれたものであった。1828年、プーシキンは詩の第2版の準備を始めたプーシキンは、エピローグを書き足して、さらにかの名高い「入江には緑の樫の木があった。」で始まる「プロローグ」も書き直した。プーシキンは、象徴的な昔話の陰影でテキストを彩り、多くのエロチックなエピソードと叙情的部分を削除した。
序文として、プーシキンは1820年の出版時の批判をいくつか転載した。すでに時局は新しい文学の潮流が主流を占めており、そうした古い非難は嘲笑の的となることが明らかであった。1830年に書いた『批判を駁す Опроверженіе на критики 』において、プーシキンは不道徳についての古い非難を否定しつつも、いまではこの詩も彼にとっては都合が良くないものであり、逆に本当の気持ちが欠如しているのだと力説した。「誰もこの作品が冷たいということには気付きさえもしなかった」。